# Elecciones estatales extraordinarias de Nuevo León de 2021
Las Elecciones estatales extraordinarias de Nuevo León de 2021 se realizaron el domingo 7 de noviembre de 2021. En ellas se eligió a los miembros del ayuntamiento de General Zuazua, compuesto por una presidenta municipal, dos síndicos, 7 regidores de mayoría relativa y 3 regidores de representación proporcional.

## Resultados
|  | 37.56 % |

|  | 22.54 % |

|  | 20.92 % |

|  | 16.28 % |

|  | 0.94 % |

|  | 98.27 % |

|  | 1.70 % |